# Perityle montana
Perityle montana là một loài thực vật có hoa trong họ Cúc. Loài này được (A.M.Powell) B.G.Baldwin mô tả khoa học đầu tiên năm 2002.